# Pristomyrmex hirsutus
Pristomyrmex hirsutus é uma espécie de formiga do gênero Pristomyrmex, pertencente à subfamília Myrmicinae.